# Sender Westerglen

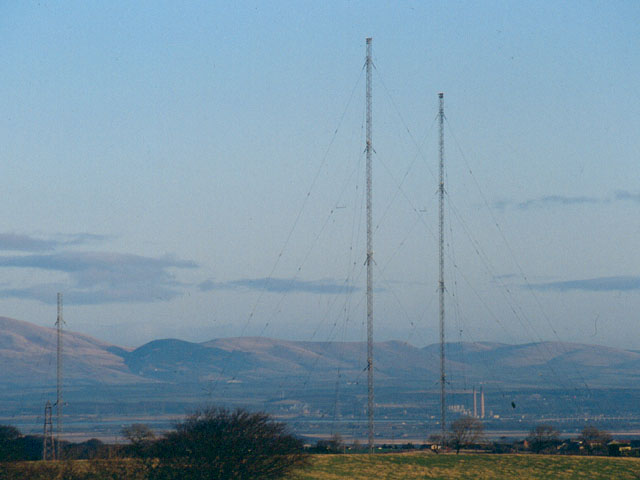
Sendemasten von Westerglen

Der Sender Westerglen ist eine Sendeanlage bei Westerglen Farm, 3 km südwestlich von Falkirk, einer Ortschaft ca. 50 Kilometer nordöstlich von Glasgow.
In der Nähe von Westerglen befindet sich seit 1932 eine Sendeanlage für Mittelwelle. Von Westerglen aus werden vier Rundfunkprogramme im Mittelwellenbereich abgestrahlt (Sendefrequenzen: 810 kHz, 909 kHz, 1089 kHz und 1215 kHz), wofür drei abgespannte gegen Erde isolierte Stahlfachwerkmasten als Sendeantennen zum Einsatz kommen.
Ein vierter Mast von 152 Meter Höhe wurde 1980 errichtet. Er dient dem Langwellensender auf der Frequenz 198 kHz, der mit den Sendern in Droitwich und Burghead im Gleichwellenbetrieb arbeitet als Sendeantenne. Er ist eine abgespannte Stahlfachwerkkonstruktion mit dreieckigem Querschnitt und trägt an seiner Spitze zu seiner elektrischen Verlängerung eine Dachkapazität.